# ザースフェー

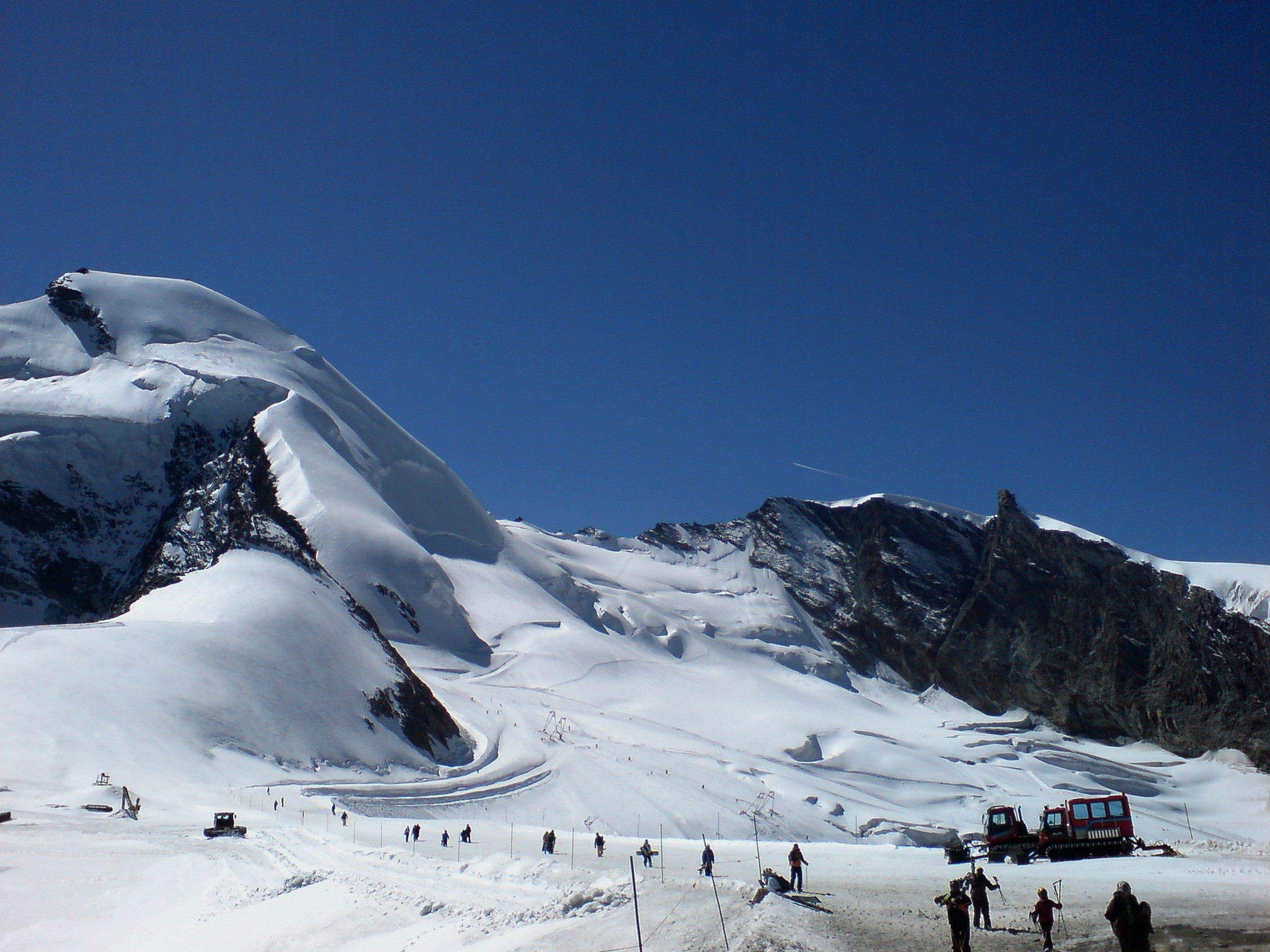
ミッテルアラリンのサマースキーエリア

ザースフェー（Saas-Fee）またはサースフェーは、スイス南部、ヴァレー州の基礎自治体 ( コミューン・ミュニシパル )である。
スイス国内最高峰、ドーム山(Dom)をはじめ、4000級の高峰が連なるミシャベル山群に囲まれている。
一年を通してウィンタースポーツが盛んで、特にスイスにおけるスノーボードのメッカとして人気を集めている。ヴァイスミース(Weissmies)や、ナーデルホルン(Nadelhorn)、レンツシュピッツェ(Lenzspitze)などの近隣の山々は、夏季には登山客で賑わう。
ザースフェーには3本のケーブルカー、5本のゴンドラ、メトロ・アルピンを含め、22本のリフトがある。標高3462ｍのミッテルアラリンはサースフェー随一の展望台で、世界一高所にある回転レストランと世界最大のアイス・グロット（氷の洞窟）がある。
ツェルマット同様ガソリン車乗り入れ禁止のリゾートで、村内の主な交通機関は電気自動車になっている。